# Творцы науки и техники
«Творцы науки и техники» — научно-популярная биографическая книжная серия, выходившая в издательстве «Знание» (Москва) в 1968—1991 годах.
Серия с аналогичным названием выходила также в издательстве «Московский рабочий», однако менее регулярно и с небольшим количеством выпусков.

## Книги серии
1968
- Кедров Ф. Б. Повесть о Френкеле. — М.: Знание, 1968. — 144 с. — (Творцы науки и техники). — 100 000 экз. (см. Френкель, Яков Ильич)

1969
- Чернов А. Г. В. Л. Комаров / Авт. предисл. К. И. Скрябин; Худож. Н. З. Левянт. — М.: Знание, 1969. — 96 с. — (Творцы науки и техники). — 40 000 экз. (см. Комаров, Владимир Леонтьевич)

1973
- Смирнов Г. В. Преемники Архимеда. — М.: Знание, 1973. — 128 с. — (Творцы науки и техники). — 60 500 экз. (Д. Менделеев, В. Шухов, Э. Томсон, лорд Кельвин и Р. Дизель)

1975
- Арлазоров М. С. Фронт идёт через КБ: Жизнь авиационного конструктора (дважды Героя социалистического труда С. А. Лавочкина), рассказанная его друзьями, коллегами, сотрудниками. — М.: Знание, 1975. — 224, [4] с. — (Творцы науки и техники). — 100 000 экз. (см. Лавочкин, Семён Алексеевич)
- Кедров Ф. Б. Цепная реакция идей. — М.: Знание, 1975. — 192 с. — (Творцы науки и техники). — 100 000 экз. (шесть выдающихся учёных-физиков XX века: англичанин Эрнест Резерфорд, советские учёные П. Л. Капица, Я. И. Френкель, И. Е. Тамм, французы Ирен и Фредерик Жолио-Кюри)
- Уилсон М. Американские ученые и изобретатели / Пер. с англ. В. Б. Рамзеса; Предисл. О. Писаржевского. — 2-е изд., сокр. — М.: Знание, 1975. — 144 с. — (Творцы науки и техники). — 100 000 экз.

1977
- Губерман И. М. Бехтерев: Страницы жизни. — М.: Знание, 1977. — 160 с. — (Творцы науки и техники). — 82 150 экз. (см. Бехтерев, Владимир Михайлович)
- Мезенин Н. А. Металлург Грум-Гржимайло. — М.: Знание, 1977. — 112 с. — (Творцы науки и техники). — 25 200 экз. (см. Грум-Гржимайло, Владимир Ефимович)

1978
- Ливанова А. М. Л. Д. Ландау. — М.: Знание, 1978. — 192 с. — (Творцы науки и техники). — 100 000 экз. (см. Ландау, Лев Давидович)
- Рябчиков Е. И., Магид А. С. Становление: (о А. Н. Туполеве). — М.: Знание, 1978. — 176, [16] с. — (Творцы науки и техники). — 100 000 экз. (см. Туполев, Андрей Николаевич)

1979
- Асташенков П. Т. Подвиг академика Курчатова. — М.: Знание, 1979. — 160, [16] с. — (Творцы науки и техники). — 100 000 экз. (см. Курчатов, Игорь Васильевич)
- Баландин Р. К. Вернадский: Жизнь, мысль, бессмертие. — М.: Знание, 1979. — 176, [8] с. — (Творцы науки и техники). — 100 000 экз. (см. Вернадский, Владимир Иванович)
- Демьянов В. П. Геометрия и Марсельеза: (о Гаспаре Монже) / Оформл. Г. Басырова. — М.: Знание, 1979. — 224, [8] с. — (Творцы науки и техники). — 100 000 экз. (см. Монж, Гаспар)

1980
- Гутер Р. С., Полунов Ю. Л. Джироламо Кардано. — М.: Знание, 1980. — 192 с. — (Творцы науки и техники). — 100 000 экз. (см. Кардано, Джероламо)
- Кедров Ф. Эрнест Резерфорд: (Рождение ядерной физики). — М.: Знание, 1980. — 128 с. — (Творцы науки и техники). — 100 000 экз. (см. Резерфорд, Эрнест)
- Красногоров В. Юстус Либих. — М.: Знание, 1980. — 144 с. — (Творцы науки и техники). — 95 000 экз. (см. Либих, Юстус фон)

1981
- Варламов В. Ф. Восхождение к истине: (о Е. Н. Павловском). — М.: Знание, 1981. — 160 с. — (Творцы науки и техники). — 100 000 экз. (см. Павловский, Евгений Никанорович)
- Дуэль И. И. Каждой гранью!: (Отто Юльевич Шмидт). — М.: Знание, 1981. — 192, [16] с. — (Творцы науки и техники). — 100 000 экз. (см. Шмидт, Отто Юльевич)
- Полищук В. Р. Чувство вещества: (о Н. Н. Зинине). — М.: Знание, 1981. — 160 с. — (Творцы науки и техники). — 70 000 экз. (см. Зинин, Николай Николаевич)
- Резник С. Е. Лицом к человеку: Подступы к биографии В. В. Парина. — М.: Знание, 1981. — 128, [8] с. — (Творцы науки и техники). — 100 000 экз. (см. Парин, Василий Васильевич)

1982
- Баландин Р. К. Поэт камня: (о А. Е. Ферсмане). — М.: Знание, 1982. — 192 с. — (Творцы науки и техники). — 100 000 экз. (см. Ферсман, Александр Евгеньевич)

1983
- Бальдыш Г. М. Посев и всходы: Страницы жизни Н. И. Вавилова. — М.: Знание, 1983. — 192 с. — (Творцы науки и техники). — 100 000 экз. (см. Вавилов, Николай Иванович)
- Мирский М. Б. Исцеляющий скальпелем: Академик Н. Н. Бурденко. — М.: Знание, 1983. — 192 с. — (Творцы науки и техники). — 100 000 экз. (см. Бурденко, Николай Нилович)
- Полищук В. Р. Теорема Каблукова. — М.: Знание, 1983. — 176 с. — (Творцы науки и техники). — 80 000 экз. (см. Каблуков, Иван Алексеевич)

1984
- Гай Д. И. Формула мудрости: (о С. А. Чаплыгине). — М.: Знание, 1984. — 176 с. — (Творцы науки и техники). — 80 000 экз. (см. Чаплыгин, Сергей Алексеевич)
- Друянов В. Я. Рыцарь факта: Книга об академике В. А. Обручеве / Предисл. Н. П. Лаверова. — М.: Знание, 1984. — 160, [16] с. — (Творцы науки и техники). — 100 000 экз. (см. Обручев, Владимир Афанасьевич)
- Мороз О. П. Жажда истины: (Книга об Эренфесте). — М.: Знание, 1984. — 192, [8] с. — (Творцы науки и техники). — 95 000 экз. (см. Эренфест, Пауль)

1985
- Кедров Ф. Б. Цепная реакция идей. — 2-е изд., дораб. и доп. — М.: Знание, 1985. — 160, [16] с. — (Творцы науки и техники). — 85 000 экз.

1986
- Демьянов В. П. Геометрия и Марсельеза: (о французском математике и революционере Гаспаре Монже). — М.: Знание, 1986. — 256, [8] с. — (Творцы науки и техники). — 100 000 экз. (см. Монж, Гаспар)

1988
- Баландин Р. К. Вернадский: Жизнь, мысль, бессмертие (к 125-летию со дня рождения). — 2-е изд., доп. — М.: Знание, 1988. — 208, [16] с. — (Творцы науки и техники). — 70 000 экз. (см. Вернадский, Владимир Иванович)
- Варламов В. Ф. Карл Бэр — испытатель природы. — М.: Знание, 1988. — 208 с. — (Творцы науки и техники). — 58 000 экз. — ISBN 5-07-000024-1. (см. Бэр, Карл Эрнст фон)
- Друянов В. А. Энциклопедист геологии: Академик М. А. Усов. — М.: Знание, 1988. — 192 с. — (Творцы науки и техники). — 40 000 экз. (см. Усов, Михаил Антонович)
- Ливанова А. М., Ливанов В. А. «Вторая степень понимания»: Академик Л. И. Мандельштам (к 100-летию со дня рождения). — М.: Знание, 1988. — 192 с. — (Творцы науки и техники). — 45 000 экз. (см. Мандельштам, Леонид Исаакович)
- Мирский М. Б. Революционер в науке, демократ в жизни: Иван Михайлович Сеченов. — М.: Знание, 1988. — 224 с. — (Творцы науки и техники). — 80 000 экз. (см. Сеченов, Иван Михайлович)

1989
- Житомирский С. В. Исследователь Монголии и Тибета П. К. Козлов. — М.: Знание, 1989. — 192 с. — (Творцы науки и техники). — … экз. — ISBN 5-07-000065-9. (см. Козлов, Пётр Кузьмич)

1991
- Демьянов В. П. Рыцарь точного знания: (П. Л. Чебышев). — М.: Знание, 1991. — 192, [8] с. — (Творцы науки и техники). — … экз. — ISBN 5-07-000060-8. (см. Чебышёв, Пафнутий Львович)

## Список книг
1. Арлазоров М. Фронт идёт через КБ. (1975)
2. Асташенков П.Т. Подвиг академика Курчатова. (1980)
3. Баландин Р.К. Вернадский: жизнь, мысль, бессмертие. (1979)
4. Баландин Р.К. Поэт камня. (1983)
5. Бальдыш Г.М. Посев и всходы. (1984)
6. Варламов В.Ф. Восхождение к истине. (1981)
7. Варламов В.Ф. Карл Бэр — испытатель природы. (1988)
8. Гай Д.И. Формула мудрости: (С. А. Чаплыгин). (1985)
9. Губерман И. Бехтерев: страницы жизни. (1977)
10. Гутер Р.С., Полунов Ю.Л. Джироламо Кардано. (1980)
11. Демьянов В.П. Геометрия и Марсельеза. (1979, 1985)
12. Демьянов В.П. Рыцарь точного знания: [П. Л. Чебышев]. (1991)
13. Друянов В.А. Рыцарь факта. (1984)
14. Друянов В.Я. Энциклопедист геологии. Академик М.А. Усов. (1988)
15. Дуэль И.И. Каждой гранью! (1981)
16. Житомирский С.В. Исследователь Монголии и Тибета П.К.Козлов. (1989)
17. Кедров Ф.Б. Повесть о Френкеле. (1969)
18. Кедров Ф.Б. Цепная реакция идей. (1976, 1985)
19. Кедров Ф.Б. Эрнест Резерфорд. (1981)
20. Красногоров В. Юстус Либих. (1980)
21. Ливанова А.М., Ливанов В.А. «Вторая степень понимания». (1979, 1989)
22. Ливанова А.М. Ландау. (1978)
23. Мезенин Н. Металлург Грум-Гржимайло. (1978)
24. Мирский М.Б. Исцеляющий скальпелем. (1983)
25. Мирский М.Б. Революционер в науке, демократ в жизни. (1988)
26. Мороз О.П. Жажда истины. (1984)
27. Полищук В.Р. Теорема Каблукова. (1983)
28. Полищук В.Р. Чувство вещества. (1981)
29. Резник С.Е. Лицом к человеку. (1981)
30. Рябчиков В.И., Магид А.С. Становление. (1978)
31. Смирнов Г. Преемники Архимеда. (1973)
32. Уилсон М. Американские учёные и изобретатели. (1975)
33. Чернов А.Г. В.Л.Комаров. (1970)